# Sijllani
Sijllani ist eine Ortschaft im Departamento Potosí im Hochland des südamerikanischen Andenstaates Bolivien.

## Lage im Nahraum
Sijllani liegt in der Provinz Cornelio Saavedra und ist die viertgrößte Ortschaft des Kanton Quivincha im Municipio Betanzos. Die Ortschaft liegt auf einer Höhe von 3285 m im Quellbereich des Río Estanque, der flussabwärts über den Río Khoña Paya zum Río Miculpaya fließt.

## Geographie
Sijllani liegt am südlichen Ende der Anden-Gebirgskette der Cordillera Central. Das Klima der Region ist ein typisches Tageszeitenklima, bei dem die mittlere Temperaturschwankung zwischen Tag und Nacht deutlicher ausfällt als zwischen Sommer und Winter.
Die Jahresdurchschnittstemperatur in der Region beträgt etwa 17 °C (siehe Klimadiagramm Betanzos), die Monatswerte schwanken nur unwesentlich zwischen 14 °C im Juni/Juli und 19 °C von November bis Januar. Die jährliche Niederschlagsmenge liegt bei knapp 500 mm, die Monate Mai bis September sind arid mit Monatswerten unter 15 mm, nur im Januar wird ein Niederschlag von 100 mm erreicht.

## Verkehrsnetz
Sijllani liegt in einer Entfernung von 48 Straßenkilometern südöstlich von Potosí, der Hauptstadt des Departamentos.
Von Potosí aus führt die Nationalstraße Ruta 5 in östlicher Richtung nach Betanzos und weiter zur Hauptstadt Sucre. Zehn Kilometer hinter Betanzos überquert die Nationalstraße 5 den Río Khoña Paya und erreicht knapp sieben Kilometer später die Ortschaft Sijllani. Direkt hinter Sijllani zweigt von der Ruta 5 eine Nebenstraße nach Südosten ab und führt über Ckochas in die Bergregion der Cordillera Central zu Ortschaften wie Huayllajara und Oronckota.

## Bevölkerung
Die Einwohnerzahl der Ortschaft ist in dem Jahrzehnt zwischen den letzten beiden Volkszählungen auf fast das Doppelte angestiegen:
| Jahr | Einwohner         | Quelle       |
| ---- | ----------------- | ------------ |
| 1992 | keine Detaildaten | Volkszählung |
| 2001 | 144               | Volkszählung |
| 2012 | 271               | Volkszählung |
| 2024 |                   | Volkszählung |